# فردريش كارل أمير هسن
فريدريك كارل لويس قسطنطين، أمير وحاكم يسن (1 مايو 1868 - 28 مايو 1940)، كان صهر الإمبراطور الألماني فيلهلم الثاني. انتُخب ملكًا لفنلندا في 9 أكتوبر 1918، لكنه تنازل عن العرش في 14 ديسمبر 1918.

## النشأة
وُلِد فريدريك في قلعة بانكر التي تملكها عائلته في بلون، هولشتاين. وكان الابن الثالث لفريدرش فيلهلم وزوجته الثانية الأميرة آنا من بروسيا (ابنة الأمير تشارلز من بروسيا والأميرة ماري لويز من ساكس-فايمار-آيزيناخ). كان فريدرش فيلهلم الضابط العسكري الدنماركي أحد (وربما أبرز) المرشحين لخلافة كريستيان الثامن ملك الدنمارك في أربعينيات القرن التاسع عشر على العرش الدنماركي إذا انقرض نسله الذكوري، لكنه تنازل عن حقوقه في العرش في عام 1851 لصالح عمته لويز. وعلى الرغم من أن فريدرش فيلهلم نشأ بالكامل تقريبًا في الدنمارك، حيث قضى معظم حياته، فقد انتقل إلى شمال ألمانيا في عام 1875 بعد انقراض الفرع الأكبر من هيسن-كاسل، حيث كانت العائلة تمتلك ممتلكات كبيرة من الأراضي.